# 方方日記
方方日記是中國作家方方于2020年1月至3月间，在新浪微博撰写的新冠肺炎在武汉市爆发和蔓延的記錄，以日記形式記載。作品主要涉及中国大陆疫情的相关内容，因其主要内容是个人听闻，引发了巨大争议。4月，美国哈珀科林斯出版集團将該日記编辑成书，以《Wuhan Diary》（武汉日记）之名，用英語在美国發行和预售。随后该书亦以德文、日文等语言在其他国家发行。

## 背景与过程
2019冠状病毒病疫情期间，武汉成为中国大陆疫情的爆发地。为有效控制疫情，习近平当局采取封城措施，于2020年1月23日封锁武汉市。
2020年1月25日起方方在新浪微博上每天撰写“方方日记”，共持续60天，直至3月25日停止创作。

2020年4月上旬，美国哈珀科林斯出版集團在官网发布预售信息，英文书名Wuhan Diary，即《武汉日记》。
2020年4月8日，《武汉日记》的英文与德文版在亚马逊预售。
2020年9月8日，日文版出版。 9月9日，法文版《Wuhan, ville close: Journal》出版。

## 争议
《方方日记》一经问世，便引发了巨大争议。支持者赞赏其“独立思考”以及提供了“不同的声音”等；反对者质疑日记中道听途说的内容过多，以及方方本人对质疑者一律称为“极左”的“扣帽子”态度等。

### 正面
- 《环球时报》主编胡锡进在3月30日发表评论认为，对于方方日记表露出的“感受和情绪的存在，社会的主流态度应当是予以尊重，而不是过度警惕。”主张把“方方日记现象”也纳入进来（抗疫的主色调），让它成为这个时代旋律的一个音符。”[8]
- 中国作家阎连科表示支持方方：“要感谢方方，是她捡起了作家和文学掉在地上的脸。”[9]
- 华中师范大学教授唐翼明认为“中国的知识分子，怎么能够在这样的事情上没有自己的立场，没有自己的看法，不敢说话呢？方方是最出色的“战地记者”！”[9]
- 南京大学教授苗怀明认为方方日记“给了很多人以温暖，以慰藉、以力量，这才是真正的文学。不是整天讲正能量吗？这才是真正的正能量。”认为“无论从作品自身的思想艺术水准，还是从其产生的作用及其巨大影响力来看，方方的日记都是可以在文学史上浓笔重彩写上一笔的，这样的作品是有资格获得诺贝尔文学奖的。若干年后，当人们谈起这场灾难时，肯定会想到方方日记，它注定成为一个时代的记忆而永恒。”[10]
- 《香港01》认为，方方日记“最大的价值，其实是在给处于疫情漩涡中的武汉人民以一份温暖和情绪宣泄口的同时，也给我们所有经历了这场重大疫情的人提了个醒，或者敲响了警钟：回归常识有多重要，独立思考有多重要。”[11]
- 美国雜誌《外交家》认为“方方日记”是武汉封城期间的“社会良心”。[12]
- 中国作家张抗抗以麻省理工教授诺姆·乔姆斯基终身批评美国政府为例子支持方方。[13]

### 负面
- 《环球时报》主编胡锡进于4月8日发文批评方方，認為：「我不知道方方本人是否也对自己日记的某些部分有新的回顾和感受。在大多数中国人对抗疫的认识在最近一个多月里不断发生变化的时候，方方不该是置身于这种变化之外的少数人之一……希望方方本人能够更加达观地面对公众态度的变化，包括承受各种批评和质疑。影响力越大，责任越重。」[14]
- 《多维新闻网》援引未具名的反对者观点：「《方方日记》陈述内容绝大多数来源于道听途说，于抗疫无益；不符合抗击疫情时的主旋律，没有传播正能量。」[15]
- 原沈阳军区某训练基地政治理论副教授荆南翔认为，方方日记并非“伤痕文学”，而是充满“灰尘文学”精神的一个纪实体版本，且并未亲身核实自己道听途说来的消息[16]。
- 中国社会科学院大学教授支振锋称：“武汉封城前后那一段时间，湖北和武汉有些主政官员的表现的确糟糕，对此进行批评当然可以。但方方在文字中所或明或晦表达的政治立场，有一种源自冷战和文革的陈腐味儿，令人难以接受。”“方方文字的主基调是晦暗的，她对封城期间武汉市民生活的描述，尤其是对疫情防控的描述，显然是不全面的。她记述的“事实”（即便不失实），也是主观裁剪的。”[17]
- 2月13日，方方发表“更让人心碎的是我医生朋友传来一张照片，是殡葬馆扔得满地的手机，而他们的主人已化为灰烬”，有网友要求方方公开“医生朋友传来的照片”。[18]

## 相关事件
在《方方日记》事件中，多位支持方方的学者因其疑似反共言论或疑似支持反对逃犯条例修订草案运动遭到反对方方的网民举报，湖北大学、海南大学、哈尔滨师范大学因而宣布调查相关学者。

### 梁艳萍事件
2020年3月22日湖北大学教授梁艳萍在微信公众号「吉言贤食」发表题为《直面对冲，迎头相撞是方方》表达对方方的支持，次日方方在新浪微博上进行转发，随即梁艳萍遭微博网友向湖北大学举报，举报涉及其于2012年发表质疑南京大屠杀死亡人数、2019年发表疑似支持香港反送中运动和疑似影射六四事件等内容，举报者指上述内容涉嫌精日、港独等。4月24日，湖北大学官方微博发表情况声明称言论是她2019年在个人微博发布，「当时学校已对其进行批评教育，其本人也删除相关言论及转发文章，并作出检讨」。但随即情况声明被删；4月26日，湖北大学官方微博再次发表情况声明称「已成立调查组正在深入调查，将视调查情况依纪依规严肃处理」。（梁艳萍微博全部内容已被清空，清空具体时间和清空人不明），但其留下的言论却颇为极端，例如：“日本曾说当初侵略是拯救中国，现在看起来并无道理……”、“慰安妇是“爱国献身志愿者”、"南京大屠杀根本就没有30万人，除非有名单"。
2020年6月20日，湖北大学官网发布对梁艳萍的调查结果：认为其「在社交网络平台上多次发布、转发『涉日』、『涉港』等错误言论，严重违反党的政治纪律和政治规矩，违反教师职业道德规范，在社会上造成了极为不良的影响」，并给予其开除党籍、校内记过、取消研究生导师资格并取消教学活动的处分。

### 王小妮事件
2020年4月27日上海媒体《新民周刊》官微发文《梁艳萍，我们来扒你了》，其中写「中国对于言论管控是宽松的，不然方方早被收拾了…宽松的环境能让更多人被揪出来…」。海南大学退休教授、诗人王小妮在微博对该文章发评论称「我想新民周刊犯什么病了，刚刚声明小编已换」。在方方转发了王小妮的这篇微博后，王小妮被微博网友举报，举报涉及其于2014年转发或发表台湾太阳花学运、香港占中和疑似影射毛泽东的图文等等，举报者指上述内容涉嫌支持台独、港独和侮辱毛泽东等等。4月30日，海南大学官方微博发表声明称「学校已成立专项工作组对相关情况进行核查」。（王小妮微博全部内容已被清空，清空具体时间和清空人不明）

### 琳琦事件
于琳琦是哈尔滨师范大学教授，曾任哈尔滨师范大学历史文化（社会与历史）学院党委原副书记（2014年4月被免）。其于2020年4月26日发表微博称《方方日记》是社会的进步，后被网友举报。举报内容主要涉及其于2011-2017年间发表的疑似映射和批评共产主义和中国共产党的言论。2020年5月7日，哈尔滨师范大学官方微博称“已成立调查组深入调查”。（2020年5月8日，其微博全部内容已被清空，清空具体时间和清空人不明）